# TEAR (キリトの曲)
「TEAR」（ティアー）は、日本のミュージシャン、キリトの2枚目のシングルである。2006年3月23日発売。発売元はavex trax。

## 概要
- 通常盤と初回受注限定生産盤A・B・C・Dの5種リリース。初回受注限定生産盤Aには「TEAR」のPVが収録されたDVDが付き、B・C・Dにはカップリングに各リミキサーによる「TEAR」のリミックスが収録されている。

## 収録曲

### 通常盤
1. TEAR(3:21)
作詞・作曲：KIRITO、編曲：高橋圭一
2. WINDING DREAM(4:24) 
作詞・作曲：KIRITO、編曲：高橋圭一

### 初回限定生産盤A
1. TEAR(3:21)
2. WINDING DREAM(4:24)
3. TEAR(DVD)

### 初回限定生産盤B
1. TEAR(3:21)
2. WINDING DREAM(4:24)
3. TEAR (remix version)～ELECTRO BREEE MIX～ remixed by G-Brain(4:51) 
作詞・作曲：KIRITO、編曲：高橋圭一・G-Brain

### 初回限定生産盤C
1. TEAR(3:21)
2. WINDING DREAM(4:24)
3. TEAR (remix version)～TEAR-EDIT"FEAR" Maki Fujii remix～(4:30) 
作詞・作曲：KIRITO、編曲：高橋圭一・藤井麻輝

### 初回限定生産盤D
1. TEAR(3:21)
2. WINDING DREAM(4:24)
3. TEAR (remix version)～Searchlight on the timezone mix～ remixed by CMJK(4:19) 
作詞・作曲：KIRITO、編曲：高橋圭一・CMJK

## 収録アルバム
- オリジナル『Negative』（2007年8月22日）

## タイアップ
- TEAR：日本テレビ系「新どっちの料理ショー」エンディングテーマ